# 林大同
林大同，福建福清縣人。明初官員。
洪武四年（1371年）辛亥，明朝首開會試，林大同考中吴伯宗榜三甲進士。官湖廣石首縣（今石首市）縣丞。